# Rūpa
Rūpa è, nelle lingue indiane del sanscrito e pāli, un termine che vuol dire letteralmente "forma", ma che sottende in realtà in varie dottrine indiane (come nel buddismo) il concetto di corpo, fisicità, oppure definisce il costituente non mentale (nāma) della persona.
Rūpa deriva dalla radice rup da cui anche il termine ruppati (deteriorarsi, rompersi, donde il latino rumpo).
Vedasi anche la trattazione del concetto di "mente-e-corpo", nāma-rūpa.